# Supercopa de Europa 1983
La Supercopa de Europa 1983 fue la 9.ª edición de la Supercopa de la UEFA, torneo de fútbol disputado entre el campeón de la Copa de Europa, Hamburgo SV y el campeón de la Recopa de Europa, el Aberdeen Football Club. Los campeones corresponden a la temporada 1982-83.
La Supercopa se jugó a dos partidos, invirtiendo localías. El primer partido, disputado en Volksparkstadion en Hamburgo, terminó empatado 0-0. Sin embargo, en el partido de vuelta disputado en el Pittodrie Stadium, Aberdeen consiguió su segundo título internacional al vencer 2-0 con goles de Neil Simpson y Mark McGhee. De esta manera, Aberdeen es hoy en día, el único equipo escocés en ganar la Supercopa de Europa.

## Equipos participantes
| Hamburgo SV |  | Bandera de Alemania |  | Campeón de la Copa de Campeones de Europa (1982-83) |
| Aberdeen FC |  | Bandera de Escocia  |  | Campeón de la Recopa de Europa (1982-83)            |

## Detalles

### Partido de ida
| 22 de noviembre de 1983, 20:00 CET | Hamburgo SV | 0:0     | Aberdeen | Volksparkstadion, Hamburgo                                                    |                                                                               |
|                                    |             | Reporte |          | Asistencia: 15.000 espectadores Árbitro(s): Vojtech Christov (Checoslovaquia) | Asistencia: 15.000 espectadores Árbitro(s): Vojtech Christov (Checoslovaquia) |

| 1          | POR        | Uli Stein              |     |
| 3          | DEF        | Ditmar Jakobs          |     |
| 4          | DEF        | Holger Hieronymus      |     |
| 5          | DEF        | Bernd Wehmeyer         |     |
| 6          | DEF        | Jürgen Groh            |     |
| 2          | MED        | Michael Schröder       |     |
| 9          | MED        | Jimmy Hartwig          | 46' |
| 8          | MED        | Felix Magath           |     |
| 11         | MED        | Wolfgang Rolff         |     |
| 10         | DEL        | Dieter Schatzschneider |     |
| 12         | DEL        | Thomas von Heesen      |     |
| Entrenador | Entrenador | Ernst Happel           |     |

| 1          | POR        | Jim Leighton    |  |
| 2          | DEF        | Neale Cooper    |  |
| 3          | DEF        | Doug Rougvie    |  |
| 4          | DEF        | Neil Simpson    |  |
| 5          | DEF        | Alex McLeish    |  |
| 6          | MED        | Willie Miller   |  |
| 7          | MED        | Gordon Strachan |  |
| 8          | MED        | John Hewitt     |  |
| 9          | MED        | Mark McGhee     |  |
| 10         | DEL        | Dougie Bell     |  |
| 11         | DEL        | Peter Weir      |  |
| Entrenador | Entrenador | Alex Ferguson   |  |

| 7 | DEL | Wolfram Wuttke | 46' |

|  | 44' | Doug Rougvie |

| Árbitro | Vojtech Christov |

| 1          | POR        | Uli Stein              |     |
| 3          | DEF        | Ditmar Jakobs          |     |
| 4          | DEF        | Holger Hieronymus      |     |
| 5          | DEF        | Bernd Wehmeyer         |     |
| 6          | DEF        | Jürgen Groh            |     |
| 2          | MED        | Michael Schröder       |     |
| 9          | MED        | Jimmy Hartwig          | 46' |
| 8          | MED        | Felix Magath           |     |
| 11         | MED        | Wolfgang Rolff         |     |
| 10         | DEL        | Dieter Schatzschneider |     |
| 12         | DEL        | Thomas von Heesen      |     |
| Entrenador | Entrenador | Ernst Happel           |     |

| 1          | POR        | Jim Leighton    |  |
| 2          | DEF        | Neale Cooper    |  |
| 3          | DEF        | Doug Rougvie    |  |
| 4          | DEF        | Neil Simpson    |  |
| 5          | DEF        | Alex McLeish    |  |
| 6          | MED        | Willie Miller   |  |
| 7          | MED        | Gordon Strachan |  |
| 8          | MED        | John Hewitt     |  |
| 9          | MED        | Mark McGhee     |  |
| 10         | DEL        | Dougie Bell     |  |
| 11         | DEL        | Peter Weir      |  |
| Entrenador | Entrenador | Alex Ferguson   |  |

| 7 | DEL | Wolfram Wuttke | 46' |

|  | 44' | Doug Rougvie |

| Árbitro | Vojtech Christov |

### Partido de vuelta
| 20 de diciembre de 1983, 19:30 CET | Aberdeen                           | 2:0 (0:0) | Hamburgo SV | Pittodrie Stadium, Aberdeen                                           |                                                                       |
|                                    | Neil Simpson 47' · Mark McGhee 65' | Reporte   |             | Asistencia: 22.500 espectadores Árbitro(s): Horst Brummeier (Austria) | Asistencia: 22.500 espectadores Árbitro(s): Horst Brummeier (Austria) |

| 1          | POR        | Jim Leighton     |     |
| 2          | DEF        | Stewart McKimmie |     |
| 3          | DEF        | John McMaster    |     |
| 4          | DEF        | Neil Simpson     |     |
| 5          | DEF        | Alex McLeish     |     |
| 6          | MED        | Willie Miller    |     |
| 7          | MED        | Gordon Strachan  |     |
| 8          | MED        | John Hewitt      | 65' |
| 9          | DEL        | Mark McGhee      |     |
| 10         | DEL        | Dougie Bell      |     |
| 11         | DEL        | Peter Weir       |     |
| Entrenador | Entrenador | Alex Ferguson    |     |

| 1          | POR        | Uli Stein              |     |
| 2          | DEF        | Manfred Kaltz          | 88' |
| 4          | DEF        | Ditmar Jakobs          |     |
| 5          | DEF        | Holger Hieronymus      |     |
| 3          | DEF        | Bernd Wehmeyer         |     |
| 8          | MED        | Jürgen Groh            |     |
| 12         | MED        | Michael Schröder       |     |
| 6          | MED        | Jimmy Hartwig          |     |
| 10         | MED        | Felix Magath           |     |
| 11         | MED        | Wolfgang Rolff         |     |
| 13         | DEL        | Dieter Schatzschneider | 41' |
| Entrenador | Entrenador | Ernst Happel           |     |

| 12 | DEF | Eric Black | 65' |

| 7 | DEL | Wolfram Wuttke | 41' |
| 9 | MED | Allan Hansen   | 68' |

| Anotado | 47' | Neil Simpson | 1:0 |
| Anotado | 65' | Mark McGhee  | 2:0 |

| Árbitro | Horst Brummeier |

| 1          | POR        | Jim Leighton     |     |
| 2          | DEF        | Stewart McKimmie |     |
| 3          | DEF        | John McMaster    |     |
| 4          | DEF        | Neil Simpson     |     |
| 5          | DEF        | Alex McLeish     |     |
| 6          | MED        | Willie Miller    |     |
| 7          | MED        | Gordon Strachan  |     |
| 8          | MED        | John Hewitt      | 65' |
| 9          | DEL        | Mark McGhee      |     |
| 10         | DEL        | Dougie Bell      |     |
| 11         | DEL        | Peter Weir       |     |
| Entrenador | Entrenador | Alex Ferguson    |     |

| 1          | POR        | Uli Stein              |     |
| 2          | DEF        | Manfred Kaltz          | 88' |
| 4          | DEF        | Ditmar Jakobs          |     |
| 5          | DEF        | Holger Hieronymus      |     |
| 3          | DEF        | Bernd Wehmeyer         |     |
| 8          | MED        | Jürgen Groh            |     |
| 12         | MED        | Michael Schröder       |     |
| 6          | MED        | Jimmy Hartwig          |     |
| 10         | MED        | Felix Magath           |     |
| 11         | MED        | Wolfgang Rolff         |     |
| 13         | DEL        | Dieter Schatzschneider | 41' |
| Entrenador | Entrenador | Ernst Happel           |     |

| 12 | DEF | Eric Black | 65' |

| 7 | DEL | Wolfram Wuttke | 41' |
| 9 | MED | Allan Hansen   | 68' |

| Anotado | 47' | Neil Simpson | 1:0 |
| Anotado | 65' | Mark McGhee  | 2:0 |

| Árbitro | Horst Brummeier |

|                                |
|                                |
| Bandera de Escocia             |
| Campeón Aberdeen FC 1.º Título |